# NGC 2729
NGC 2729 је лентикуларна галаксија у сазвежђу Хидра која се налази на NGC листи објеката дубоког неба.
Деклинација објекта је + 3° 43' 16" а ректасцензија 9h 1m 28,6s. Привидна величина (магнитуда) објекта NGC 2729 износи 12,9 а фотографска магнитуда 13,9. NGC 2729 је још познат и под ознакама UGC 4737, MCG 1-23-18, CGCG 33-46, ARAK 191, NPM1G +03.0196, PGC 25352.